# Église de l'Assomption de Javernant
L'église de l'Assomption est une église située à Javernant, en France.

## Description
L'édifice est composé d'une nef unique à trois travées, d'un transept saillant et d'un chœur à chevet polygonal. Ses dimensions : longueur 33 m, largeur 8 m et 16 m au transept, hauteur 8 m ; son poids est estimé à 2300 t.

## Localisation
L'église est située sur la commune de Javernant, dans le département français de l'Aube.

## Historique
Construction datant de la fin du XVe - début du XVIe. Une inscription sur l'autel sud concernant une statue, porte la date de 1517. Le transept était donc achevé dans le 1er quart du XVIe. Les moines de l'abbaye de Montier-la-Celle, seigneurs de Javernant n'ont pas participé à sa construction et devant la pauvreté des habitants, qui l'a financé ? La pierre tombale de Jacques le Pitancier, notaire apostolique, mort en 1482, est placée dans le mur du chœur à 2 m du sol. C'est peut-être une piste ! Anciennement succursale de Saint-Jean-de-Bonneval, elle fut érigée en cure en 1747, après de nombreuses demandes des habitants. Le clocher a été supprimé, faute de moyens financiers, en 1959. Fermée en 1993, par décision du conseil municipal du 26 mars, et à la demande des Monuments historiques, d'importants travaux de restauration ont été entrepris en 1998. La réouverture se fit à l'Assomption, le 15 août 1999. 
L'édifice est inscrit au titre des monuments historiques en 1926.